# بلک‌پینک: مجازی
بلک‌پینک: مجازی (انگلیسی: Blackpink: The Virtual) کنسرت مجازی از گروه دخترانه اهل کره جنوبی، بلک‌پینک در بازی ویدئویی رویال بتل پابجی موبایل است. این کنسرت به مدت دو هفته از ۲۲–۲۳ تا ۲۹–۳۰ ژوئیه ۲۰۲۲ در آمریکای شمالی و مرکزی و از ۲۳–۲۴ تا ۳۰–۳۱ ژوئیه در تمام کشورها اجرا شد. این کنسرت شامل اجرای چندین آهنگ از گروه و همچنین ترانه ویژهٔ «آماده برای عشق» از دومین آلبوم استودیویی صورتی زاده‌شده (۲۰۲۲) بود.